# サーカス (小説)
『サーカス』は、三島由紀夫の短編小説。掌編小説とみなされることもある。団長がメインイベントとして仕込んだサーカスの花形的存在の少年少女の曲馬ペアが、パフォーマンスの只中で悲劇的な最期を遂げる物語。童話風の小品ながらも、愛と死（生を超えた愛）、「殺される王子」、「流竄の王子」といった三島的なモチーフが凝縮された短編で、入営で即日帰郷となった頃や終戦期前後の三島の心境の様々が看取される一作である。また、初稿から決定稿の異動過程に『仮面の告白』への前駆的方法論なども垣間見られる作品である。
初期の短編ながらも武井武雄挿絵の豪華限定本を刊行したり、自身が朗読したりするなど、生涯にわたって三島が殊更に愛着を持っていた作品で、1957年（昭和32年）4月には、平岡精二によりリサイタルで音楽化もされている。

## 発表経過
1948年（昭和23年）、雑誌『進路』1月号に掲載された。脱稿日は1947年（昭和22年）11月14日の日付が記入されている。単行本としては、同年12月1日に鎌倉文庫から刊行の『夜の仕度』に収録された。その後、1966年（昭和41年）春にプレス・ビブリオマーヌより豪華限定版『サーカス』が刊行された。文庫版としては、1970年（昭和45年）7月15日に新潮文庫より刊行の『真夏の死――自選短編集』に収録された。
なお、初稿（未発表）は戦争末期に書かれており、1945年（昭和20年）2月22日に、野田宇太郎が編集長だった雑誌『文藝』に持ちこまれたが、キスシーンがあったため不採用となった。
翻訳版はAndrew Rankin訳の英語（英題：The circus）で出版されている。

## あらすじ
サーカス団長は、2か月前に地元の親分に仁義を切りに行った帰りの夜中、天幕の中であいびきをしている少年と少女を見つけて捕まえる。腹心のP公を呼んで2人が誰か聞くと、大道具係の者らしかった。団長は急遽、少年に曲馬をやらせることに決め、少女には酢を3升飲ませ、身体を柔らかくさせるようにP公に指示した。
少年は、誰も操れない悍馬（荒馬）のクレイク号を乗りこなせるまで訓練させられ、綱を渡る少女が落ちて来るのを馬の背に立って受け止め、舞台を一周するという演技を習得する。2人は半月後に本番舞台に出て、1か月でサーカスの大人気者になった。P公のアイデアで、少年は「王子」という仇名が付けられ、喝采を浴びる。フランス語学校の団体客の小学生たちは興奮してポケットのキャラメルを一斉に投げた。
団長は2人をこよなく愛していたが厳しく接し、新参者への折檻の手をゆるめることはなかった。団長は数千人もの観衆がひしめくサーカス場の舞台袖から、美しい衣裳を身に着けた2人の奇蹟的な演技と、それに熱狂する観客の瞳が涙に濡れるのを見た。そして団長も、客と同じ放心した表情で瞳が優しく潤んでいた。彼は密かに、綱渡りの綱が不意に切れて少女が突然落下し、それを捉えられなかった少年も落馬して死ぬ光景を願う。
だから少年と少女がサーカスから逃げて駆け落ちしたことを知った時、団長は怒りに震えた。団長の「至大な愛」が描いていた幻影は叶えられなかった。椅子にもたれながら彼は「不幸や運命や愛」について考えた。空虚な思いを抱いていた団長の元、P公が木賃宿にいた2人を連れ戻して来る。
団長は、「怠惰な幸福」を夢見た卑怯者の脱走者に憎しみの眼差しを向けるが、少年の顔には卑屈さはなく、そこには「流竄の王子の面影」が見えた。その少年の美しい顔に逃亡の記憶の輝きを見た団長は、ある妬ましさも感じた。サーカス団長はそこから逃亡することなど出来ないからだった。団長は、後でP公に自分の天幕に来るように告げた。
2日間の休演で再び2人が舞台に登場するということで、サーカスはいつにも増して超満員だった。群衆が固唾を飲み見守る中、2人の大曲芸がいつものように始まった。しかし今日は、馬のクレイク号が焔のようにいきり立っていた。綱の真下に来た少年が馬の背に立って手綱を引いても、クレイク号は言うことを聞かずに躍り上がり、少年は振り落とされて頸骨を折って横たわったままになる。
綱の上の少女は、真下で起こっている事件の騒動を明瞭に察知しながらも、下を見ることもできず綱を渡りきる。そして足場から、少年の胸の見慣れた緋色の百合の煌めきを見た刹那、銀の靴の少女はプールに入る時のように片足ずつ空間で足を揃えて、群衆が囲む少年の上へ花束のように落ちて行った。
翌日、警察を巧くごまかした共謀のP公に、団長は報酬（「王子」の靴裏に油を塗り、馬のクレイク号に興奮剤を打っておいた）の金貨を渡した。Pの卑屈な笑いと同じような団長の表情には苦渋に充ちた影がよぎったが、P公はそれに気づかなかった。「サーカスは終ったんだ」、「俺もサーカスから逃げ出すことができるんだ。〈王子〉が死んでしまった今では」と呟いた団長は、馬に引かれる荷車の2人の柩に向かってポケットから菫の花束を出して投げた。それはあたかも、熱狂した子供たちが溶けたキャラメルを投げた時のようだった。

## 登場人物
団長
サーカスを仕切っている曲馬団長。葉巻を吸い、いつも鞭を持っている。「酷薄な人」「残忍な人」と噂されている。サーカスの天幕の高い所には、赤い髑髏が描かれた団長の旗がひらめいている。昔の18歳の頃は、大興安嶺に派遣された探偵の手下をやっていた。その時「先生」と呼んでいた若者が、R人の女間諜の家に仲間2人と踏み込んだ際に地雷で爆死。罌粟の花畑で見つかった先生の形見の帽子を被って泣きながら日本に戻った過去がある。
少年
元大道具係。帝国乗馬で馬丁をやっていたこともある。やや品位のある顔立ち。「王子」として悍馬クレイク号の騎手になると、胸に緋色の百合の紋章のある甲冑のような銀糸の軽装に、星型の小鏡がちりばめられた紫の天鵞絨のマントを身に着けた。
少女
少年の恋人。花やかな縫取りの紗のスカートを何枚も重ねた衣裳で、銀色の靴を穿いて綱渡りをする。
P
団長の腹心。団長から「P公」と呼ばれる。黄と黒の横縞のジャケットを着ている。団長の言うことを手ぬかりなくこなし金貨の報酬を貰う。団長から「貴様は見下げ果てた奴だ。こんな立派な仕事をしておいて金をもらって、その仕事を卑しいものにしてしまうのだからな」と労われて卑屈な笑い方をする。
観客（フランス語学校の小学生たち）
少年と少女の曲芸に興奮し、小さいポケットの中で溶けていたキャラメルを投げる。そのキャラメルは少女の髪の毛に果実のように垂れて獅子の鬣のように重たく、アマゾンの女兵のような美しさを加味した。

## 作品背景
※三島自身の言葉の引用部は〈　〉にしています（他の作家や評者の論文からの引用部との区別のため）。

### 成立過程

#### 即日帰郷直後の初稿
三島由紀夫は、戦時中の1945年（昭和20年）2月10日の入隊検査の折に、気管支炎で高熱を発していたため、新米の軍医からラッセルが聞こえるとして肺浸潤と誤診され即日帰郷となった（詳細は三島由紀夫#戦時下の青春・大学進学と終戦を参照）。父・梓と共に帰宅した三島は、勤労動員先の群馬県新田郡太田町の中島飛行機小泉製作所に戻らず（工場が空襲を受けていたという説もあり）、そのまま自宅で15日から21日夜まで「サーカス」の初稿を執筆した。この原稿の表紙には、「2605・2・15➡2・21（午後10時40分）」と神武天皇即位紀元で日付が記された。
大雪だった22日に、三島はこの「サーカス」の原稿を持って日本橋の河出書房まで行き、『文藝』の編集長・野田宇太郎に渡したが、「キッス場面」などが時局に合わず検閲に触れるおそれがあるために不採用となった。野田宇太郎は初稿の印象について、「童話風の散文詩のようなものだった」として、「単純で未熟だがいかにもまだ青年らしい空想性が強く、これが三島の身上のように思った」と回顧している。
三島はこの初稿の執筆中、友人の三谷信宛てに、〈エロテイクな個所が多いが、さういふ処をなるたけ濃厚に、しかもペタンテイツクに、壮重に、勿体振つて、お上品に、図々しく書かんとする努力に精神を集中させてゐます〉と伝えている。
この初稿は2002年（平成14年）7月刊行の決定版全集の第20巻で公表されたが、途中にいくつか欠損があり断片しかない部分もあるものの、サーカスから逃げた騎手の少年と綱渡りの少女が汽車で出奔する逃走劇が主体となり、車中での接吻場面など2人の関係が具体的に描かれている。逃亡は少年の父親の伯爵の旧領地のある〈笹戸〉駅に向かう筋立てとなっており、2人の出奔後にサーカスが火事になり天幕が燃え崩れ、炎が人々の上に落ちて象や馬が燃える描写もある。なお、創作ノートには、起稿日の翌日の2月16日に戦闘機が1,000機も来襲したこと（日本本土空襲）が記されている。
三島は終戦後の1946年（昭和21年）夏に、「サーカス」初稿を含む未刊行の短編を刊行したいという思いの元で、以下のような跋文を書いている（未刊短編集は刊行されずに、跋文も未発表のもの）。
しかしながら、この初稿では少年と少女の悲劇的な死は描かれておらず、少年の父親の旧領地へ向かう車中での〈汽笛は号泣した。……〉という文言で終っている。

#### 戦後の本稿（決定稿）
1945年（昭和20年）3月の東京大空襲の後、5月から神奈川県高座郡大和の海軍高座工廠に勤労動員されていた三島は、8月に原因不明の頭痛と発熱に見舞われ一時帰宅し、一家が疎開していた豪徳寺の親戚の家で予後を過ごしていた最中の8月15日に終戦を迎えた。
三島は、戦争に熱狂していた国民が〈敬虔なる祈願を捨て〉て〈国家の勝利〉ばかりを声高に叫び、特攻隊の若者の比類を絶する〈人間性の発動〉の精神から目を逸らし、〈ジャアナリズムによつて様式化して安堵し、その効能を疑ひ、恰かも将棋の駒を動かすやうに〉新戦術的に〈明朗に謳歌〉し、〈戦術と称して〉特攻隊から〈神の座と称号を奪つた〉こと、〈冒瀆の語〉を放ったことなどを8月19日に記した（詳細は三島由紀夫#特攻隊についてを参照）。
その後、10月に妹・美津子が腸チフスで早世し悲嘆に暮れる中、戦時中に一度接吻を交わした恋人の三谷邦子（友人・三谷信の妹）が他の男性と婚約したことを11月頃に知り、自身の結婚への逡巡などを顧みた三島は複雑な思いに捉われた（詳細は三島由紀夫#終戦後の苦悶と焦燥を参照）。
この時期、〈荒涼たる空白感〉を抱え、〈死骸の生活〉を送っていた三島は、主婦になった邦子と翌1946年（昭和21年）9月に偶然に道で出くわし、その日のノートに今後に向けての文学的模索を記した。10年がかりで1,000枚分の〈自伝小説〉を書くことを構想した三島は、〈I. 自伝の方法論――五十枚〉〈II. 幼年時代――三百枚〉〈III. 少年時代――三百枚〉〈IV. 青年時代――三百五十枚〉のために、まずは〈幼年時代の資料整理に着手〉する決心をした。
自身の生い立ち、地下鉄の切符切りや粗野な落第生、絵本で見たジャンヌ・ダルクや〈殺される王子〉への偏愛など、自伝小説『仮面の告白』に繋がる性的テーマを描く構想を密かに考えていたと思われる三島は、そうした企図を秘めながらも各誌に短編を発表し、戦前に書いていた「サーカス」の初稿を見直し創作ノートを推敲した。初稿では、団長の〈至大な愛〉が思い描いた少年と少女の事故死は実行されていなかったが、結末に2人の死が据えられることになり、〈流竄の王子〉が殺されるモチーフに改稿された。
三島が東京帝国大学法学部を卒業し、大蔵省に入ろうとしていた1947年（昭和22年）12月頃には、新しい雑誌が〈星の数〉ほどあり、11月12日から14日にかけて執筆した決定稿の「サーカス」を発表した雑誌『進路』もそういった〈商業的制約から自由〉な小さな雑誌群の一つであった。三島はそれを〈純文学の手習ひ草紙〉と見たて〈商業主義〉への妥協の要らない〈わがままな小品〉を掲載できた。
この決定稿では、初稿や創作ノートにあった少年と少女の汽車での逃走劇やキスシーンも無くなり、サーカスの火事の場面なども無くなって、構成的にも改稿されたものとなっている。なお、創作ノートでは、若い頃に探偵の手下だった団長が大興安嶺から横浜に向けて船で帰る前日に、南米に行くという年老いたサーカス団長から、〈二代目団長〉になってくれと言われる場面がある。

### ハーゲンベック・サーカス
三島が8歳だった1933年（昭和8年）にドイツのハーゲンベック・サーカス団が来日し、日本全国で巡回興行が行われた。東京では万国婦人子供博覧会の第三会場・芝会場において3月17日から5月10日まで興行が催され、秩父宮雍仁親王と同妃も訪れた。このハーゲンベック・サーカス団の来日により、日本で「サーカス」という言葉が定着し、サーカスブームを巻き起こした。
この時の東京公演に8歳の三島も観に行っており、それ以前に観た松旭斎天勝の手品の思い出と重ねながら、19歳の時に振り返っている。三島がハーゲンベック・サーカスを見た昭和初期は「サーカス黄金期」といえる時期で、天勝ほどではなかったにせよ、サーカス舞台の世界は少年だった三島に強い印象を残し、『サーカス』の創作に繋がっていった。

### 昭和初期のサーカス・イメージ
三島がハーゲンベック・サーカス団を観に行った1933年（昭和8年）には、西條八十作詞・古賀政男作曲の「サーカスの唄」が大ヒットし、サーカス芸人の物悲しさが歌われていた。大正末期から昭和初期の日本では、サーカスというと「人さらいの話」がイメージされ、曲馬団の団長は悪い男の標本のような者が連想されていた。
また、1929年（昭和4年）には、サーカスを詠った中原中也の哀愁漂う詩が発表され、加藤まさをの『消えゆく虹』という、サーカスの少年少女の悲恋と死を描いた純情小説も刊行されて大人気となっていた。この主人公の少女は実は富豪の令嬢で、悪い団長が自分の娘を身代りにその富豪の家に送り込むため、少女を殺そうと画策する話で、少女は兄のように慕っている少年と一緒にサーカスから逃亡する筋立てになっている。
三島の「サーカス」初稿では、この『消えゆく虹』での少年少女の不遇や、貴族的な出目が明かされる設定に共通性が見られることも指摘されている。

## 作品評価・研究
※三島自身の言葉の引用部は〈　〉にしています（他の作家や評者の論文からの引用部との区別のため）。
『サーカス』は、団長の心理に焦点が当てられ、少年と少女の心理描写はないものの、その童話風の人工的な作風がサーカスの世界と相まっているため、概ね好評を得ている作品である。渡部芳紀は、「〈危機〉〈死〉、こころの〈かがや〉きへの憧憬を語った小品」と解説している。
村松剛は、三島の初稿執筆当時の「召集をまぬがれて、帰って来たばかり」の心境を顧慮し、「令状はまた来るかも知れなかったけれど、ともかくもしばらくの猶予を得たという解放感が、『中世』にくらべればスタイルの上ではるかに明るい童話風の物語へと、三島を導いたのだろうか」として、即日帰郷前に遺書として書かれた『中世』と比較考察し、また、〈少女〉には、その当時に三島が心を寄せていた三谷邦子（三谷信の妹で『仮面の告白』の園子のモデル）が投影されていると見るのが自然だとしている。
小埜裕二は、団長の〈大興安嶺〉での経験と、最後の〈俺もサーカスから逃げ出すことができるんだ。「王子」が死んでしまつた今では〉という台詞を検討しながら、三島が即日帰郷直後に初稿を書いていたことを考え合わせ、三島の「戦争に抱いていた死のイメージと即日帰郷で取り残された体験の形象化」が団長に重ねられているのではないかとして、三島文学における『サーカス』の重要性を考察している。
井上隆史は、2005年（平成17年）に発見された三島の「会計日記」が、三谷邦子が別の男性・永井邦夫（永井松三の息子）と結婚した1週間後からつけ始められ、『サーカス』の完成を記してその脱稿日で終っていることと、三島が三谷邦子と偶然再会したことを記したノートに書かれていた今後の執筆方針（自伝小説に向けて過去の幼年・少年・青年時代の自作や資料を再読して総括に着手する抱負） に着目し、この時期に「精神的危機」に陥っていた三島がそれを乗り越える打開策を探っていたことを検討しつつ『仮面の告白』の成立背景を探り、『サーカス』の初稿から決定稿への改稿の変容に、『仮面の告白』に繋がる前駆的な小説方法を考察している。
井上は、初稿では、出奔する少年と少女と、サーカスの火事という2つの結末があることで焦点がぼやけてしまっていることを意識した三島が、「悲劇的な死という一つの結論にすべてが収斂するように、ストーリーを組み立てなおした」とし、決定稿は初稿に比べて「格段に素晴らしい出来栄え」となったと評しつつ、そうした書き直しを通じて三島が「一定の秩序に従い、物事を一つの焦点に向けて引き絞らなければならない場合がある」ことを学んだとして、『サーカス』の位置づけを解説している。
田中裕也も、初稿から決定稿に至る改稿について、井上隆史の考察と同様に『仮面の告白』の構想の影響を論考している。また、その改稿の変化には、戦後のGHQによる検閲を三島が考慮したのではないかともしている。
中元さおりは、小埜裕二の論の時点ではまだ初稿と決定稿との異動が詳らかでなかった点などに言及しつつ小埜の見解とは違った視点で考察し、即日帰郷直後に書かれた初稿での少年少女の汽車での出奔場面には、即日帰郷を告げられて入営検査の場所（本籍地の兵庫県）から父親・平岡梓と逃げるように東京行の汽車に乗って帰った時の緊迫感や、「移動の行為と重なるもの」だとし、夜間空襲（日本本土空襲）にさらされる戦時下の東京で「破滅思想」を秘かに抱きながらも、小説を書いていくという三島の「新たな生」への志向性が反映されたものだと論じている。
そして中元は、決定稿では2人が死ぬ結末に変化することについて、『仮面の告白』との関連や〈殺される王子〉のモチーフとの接点を考察する井上隆史や田中裕也の論などを敷衍しつつも、『サーカス』の2種の稿自体に内在する「官能性」の変容の問題をより重視して、決定稿では2人の「生」への逃走劇が省かれ、その出奔が「死」への要因として組み込まれて、少年と少女の直接的な「異性愛的な官能性」からリアリズムを排して「虚構性」が高まり、団長の観念的な物語の同性愛的な視点に変容していることを解説しながら、「虚構性を担保することで、同性愛的な官能性を一つの叙情性に富んだ美的世界として完成させようとする（三島の）意識」が推察されるとしている。
田中美代子は、初稿からの決定稿の全体経緯を検討しつつ、「サーカス団をめぐる、妖しくも心蕩かすくさぐさの挿話」の中から、決定稿が「ひときわ選りすぐられた、哀愁あふるる、その顚末記となった」として、その破局に至る作品主題について、同世代の特攻隊の痛ましい死を見ていた戦争末期の三島の状況と照らし合わせて、「祖国の屋台骨がゆらぎ、その瓦解を目前に」していた頃や、敗戦間近から〈冒瀆〉され出した特攻隊への思いを、〈一切の価値判断を超越して、人間性の峻烈な発作を促す動力因は正統に存在せねばならない〉 と綴った終戦4日後の三島の随筆との関連で考察している。

## 音楽化
- 平岡精二シックステットリサイタル（新しい音楽への実験）
  - 1957年（昭和32年）4月21日 産経ホール
  - 作曲：平岡精二。朗読：近藤準
  - ※ 三島作品を音楽化したいという平岡精二の申し出により、三島が『サーカス』を選んで実現したもの[7][8]。

## ラジオ朗読放送
- 自作朗読『サーカス』（NHK-FM）
  - 1965年（昭和40年）5月1日　22:15-22:55
  - 朗読：三島由紀夫
  - ※〈作家と作品「三島由紀夫」〉として、「随想」（三島）、「人と作品」（村松剛、山本健吉）、「自作朗読」（三島）の3部構成で放送されたもの。
  - ※1975年（昭和50年）8月発売のカセット『文学の心（文豪は語る4）』に収録後、1988年（昭和63年）1月発売のカセット『サーカス・旅の絵本・大臣』、1996年（平成8年）発売のカセット／CD『昭和の巨星 肉声の記録』に収録された（詳細は後段の#音声資料を参照）。

## おもな収録刊行本

### 単行本
- 『夜の仕度』（鎌倉文庫、1948年12月1日） 
  - B6判。紙装。
  - 収録作品：「夜の仕度」「序章」「春子」「煙草」「ラウドスピーカー」「中世に於ける一殺人常習者の遺せる哲学的日記の抜萃」「蝶々」「サーカス」「彩絵硝子」
- 『仮面の告白 その他』（改造社、1951年3月31日）
  - 装幀：佐藤繁次郎
  - 収録作品：「仮面の告白」「日曜日」「遠乗会」「春子」「火山の休暇」「怪物」「大臣」「訃音」「恋重荷」「宝石売買」「殉教」「煙草」「獅子」「サーカス」「頭文字」「星」「果実」「山羊の首」「親切な機械」「夜の仕度」「岬にての物語」「中世」「中世に於ける一殺人常習者の遺せる哲学的日記の抜萃」「彩絵硝子」「みのもの月」「花ざかりの森」
- 『サーカス』（プレス・ビブリオマーヌ、1966年春） NCID BA76094264
  - A4変型判。24頁。紙装。天金。背革革紐付帙。
  - 越前産一枚漉Ciraue透かし入り局紙。著者署名入り桐製名刺貼付。
  - 本文挿絵中に特染和紙片8葉貼付。冒頭にハンガリーの「サーカス」シリーズ切手（全6種類）。
奥付にエンパイア・ステート・ビル展望券の複製貼付。
  - 構成・装本：佐々木桔梗。挿絵画：武井武雄（扉絵も含め18葉）[36]
  - 収録内容：「サーカス」「刊行後記」（佐々木桔梗、別紙1葉）
  - ※ 記番・署名入りの限定375部（うち無起番の著者本が数十冊あり）。
  - ※奥付での書名は「挿絵本 サーカス」だが、本扉と背表紙は「サーカス」。
巻頭1頁目に「パピエ・コレ風に気取った完全挿絵本／プレス・ビブリオマーヌの最も面倒くさい限定版」とあり。
- 文庫版 『真夏の死――自選短編集』（新潮文庫、1970年7月15日。改版1996年7月15日）
  - 自作解説：三島由紀夫
  - 収録作品：「真夏の死」「煙草」「春子」「サーカス」「翼」「離宮の松」「クロスワードパズル」「花火」「貴顕」「葡萄パン」「雨のなかの噴水」
- 『三島由紀夫集――文豪ミステリ傑作選』（河出文庫、1998年8月4日）
  - フォーマット・デザイン：粟津潔。カバー装幀：里見恭助
  - 編集・解題：井上明久
  - 収録作品：「サーカス」「毒薬の社会的効用について」「果実」「美神」「花火」「博覧会」「復讐」「水音」「月澹荘綺譚」「孔雀」「朝の純愛」「中世に於ける一殺人常習者の遺せる哲学的日記の抜萃」

### 全集
- 『三島由紀夫全集2巻（小説II）』（新潮社、1974年10月25日）
  - 装幀：杉山寧。四六判。背革紙継ぎ装。貼函。
  - 月報：澁澤龍彦「琥珀の虫」。《評伝・三島由紀夫 18》佐伯彰一「伝記と評伝（その9）」。《同時代評から 18》虫明亜呂無「初期作品について（その1）」
  - 収録作品：「盗賊」「ラウドスピーカー」「春子」「サーカス」「婦徳」「接吻」「伝説」「白鳥」「哲学」「蝶々」「殉教」「親切な男」「家族合せ」「人間喜劇」「ツタンカーメンの結婚」「頭文字」「慈善」「宝石売買」「好色」「罪びと」「不実な洋傘」「山羊の首」「獅子」「序章」
  - ※ 同一内容で豪華限定版（装幀：杉山寧。総革装。天金。緑革貼函。段ボール夫婦外函。A5変型版。本文2色刷）が1,000部あり。
- 『三島由紀夫短篇全集』〈上巻〉（新潮社、1987年11月20日）
  - 布装。セット機械函。四六判。2段組。
  - 収録作品：「酸模」から「女流立志伝」までの75篇。
- 『決定版 三島由紀夫全集16巻・短編2』（新潮社、2002年3月8日）
  - 装幀：新潮社装幀室。装画：柄澤齊。四六判。貼函。布クロス装。丸背。箔押し2色。
  - 月報：髙樹のぶ子「幸福な化学反応」。松本道子「思い出の三島歌舞伎」。［小説の創り方16］田中美代子「時の断崖」
  - 収録作品：「世々に残さん」「曼陀羅物語」「檜扇」「朝倉」「中世に於ける一殺人常習者の遺せる哲学的日記の抜萃」「縄手事件」「中世」「エスガイの狩」「菖蒲前」「黒島の王の物語の一場面」「岬にての物語」「鴉」「贋ドン・ファン記」「煙草」「耀子」「軽王子と衣通姫」「恋と別離と」「夜の仕度」「サーカス」「ラウドスピーカー」「春子」「婦徳」「接吻」「伝説」「白鳥」「哲学」
〔創作ノート〕「『菖蒲前』創作ノート」「『軽王子と衣通姫』創作ノート」「『夜の仕度』創作ノート」「『サーカス』創作ノート」「『ラウドスピーカー』創作ノート」「『春子』創作ノート」「『婦徳』創作ノート」「『接吻』創作ノート」
- 『決定版 三島由紀夫全集20巻・短編6』（新潮社、2002年7月10日） - 初稿（異稿）収録
  - 貼函。布クロス装。丸背。箔押し2色。帯。四六判。旧字・旧仮名遣い。
  - 装幀：新潮社装幀室。装画：柄澤齊。口絵写真1頁1葉（著者肖像）あり
  - 月報：金子國義「優しく澄んだ眼差し」。出久根達郎「商人根性」。田中美代子《小説の創り方》20「精霊の来訪」
  - 収録作品：「憂国」「苺」「帽子の花」「魔法瓶」「月」「葡萄パン」「真珠」「自動車」「可哀さうなパパ」「雨のなかの噴水」「切符」「剣」「月澹荘綺譚」「三熊野詣」「孔雀」「朝の純愛」「仲間」「英霊の声」「荒野より」「時計」「蘭陵王」
［参考作品］「或る男に寄せて」「長崎の詩」「春の花に寄せて、春の花に題す」「山を出づるの記」「ダイナモ」「聖らかなる内在」「馬車」「雨季」「窓」「ミラノ或ひはルツェルンの物語」「環」「白拍子」「坊城伯の夜宴」「領主」「無題（「僕が葉子さんを……」）」「神の湾」「菊若葉」「子供の決闘」「舞踏病」「午後三時」「悪臣の歌」
［異稿］「『サーカス』異稿」「『春子』異稿」「『魔群の通過』異稿」「『怪物』異稿1」「『怪物』異稿2」
［創作ノート］「『剣』創作ノート」「『時計』創作ノート」「『蘭陵王』創作ノート」「『白拍子』創作ノート」「『舞踏病』創作ノート」

## 音声資料
- カセット『文学の心（文豪は語る4）』（NHKサービスセンター、1975年8月20日）
  - ブックレット：村松剛「三島由紀夫」
  - 収録内容：現代人と死、創作の抱負（三島由紀夫）、サーカス（朗読：三島）
  - ※「創作の抱負」、「サーカス」は1965年（昭和40年）5月1日にNHK-FMの〈作家と作品「三島由紀夫」〉で放送。
  - ※「現代人と死」は1966年（昭和41年）7月24日にNHK教育テレビの〈宗教の時間〉で放映。
  - ※B面に収録。B面には三島の他に、山本有三、獅子文六。A面には、折口信夫、高見順に肉声が収録。
  - ※「文豪は語る」シリーズ全6巻の第4巻目。
- カセット『サーカス・旅の絵本・大臣――新潮カセットブックM-6-1』（新潮社、1988年1月23日）
  - ケース装幀：木幡朋介。ケースに佐伯彰一「作品解説」掲載。ケース2種あり。
  - 朗読：三島由紀夫、清水綋治
  - 収録内容：創作の抱負（三島）、サーカス（朗読：三島）、旅の絵本――フラメンコの白い裳裾、禿鷹の影、北米ミシシッピー州ナッチェス（朗読・三島）、インタビュー――「美」について、「愛」について他（三島）、「現代人と死」を語る（三島）、大臣（朗読：清水綋治）
  - ※「インタビュー」は1967年（昭和42年）3月録音。
- カセット／CD『昭和の巨星 肉声の記録――文学者編 大岡昇平・坂口安吾・三島由紀夫』（NHKサービスセンター／BMGビクター、1996年）
  - ケース制作：NHKソフトウェア。ブックレットあり。
  - 収録内容：国語研究 作家訪問（聞き手：石倉秀樹、福田洋子）、作家と作品（三島由紀夫）、サーカス（朗読：三島）、現代人と死（三島）
  - ※「国語研究 作家訪問」は1964年（昭和39年）5月29日にNHKラジオ第二で放送。
  - ※他作家の収録は、「自作を語る『野火』」（大岡昇平。聞き手：福本義典）、「朝の訪問」（坂口安吾。聞き手：坂口英一郎）
  - ※シリーズ全12巻（カセット版、CD版各々）のうちの1巻。

### アンソロジー
- 『近代の短篇』（笠間書院、1982年3月30日）
  - A5判。仮製本。紙カバー
  - 編集：文学史研究会
  - 解説：勝又浩「作品作者解説」「二葉亭四迷『あひゞき』」。年表作成：岡保生、大久保典夫
  - 収録作品：二葉亭四迷「あひゞき」、樋口一葉「十三夜」、島崎藤村「旧主人」、夏目漱石「夢十夜」、谷崎潤一郎「刺青」、近松秋江「雪の日」、森鷗外「興津弥五衛右門の遺書」、志賀直哉「范の犯罪」、永井荷風「花火」、芥川龍之介「おぎん」、泉鏡花「駒の話」、徳田秋声「風呂桶」、葉山嘉樹「セメント樽の中の手紙」、横光利一「蠅」、川端康成「骨拾い」、井伏鱒二「鯉」、梶井基次郎「冬の日」、宮沢賢治「注文の多い料理店」、太宰治「魚服記」、坂口安吾「真珠」、原民喜「夏の花」、林芙美子「晩菊」、三島由紀夫「サーカス」、武田泰淳「もの喰う女」